# Friona rufipes
Friona rufipes är en stekelart som beskrevs av Cameron 1905. Friona rufipes ingår i släktet Friona och familjen brokparasitsteklar. Inga underarter finns listade i Catalogue of Life.